# Kolbingen
Kolbingen település Németországban, azon belül Baden-Württembergben. Lakosainak száma 1245 fő (2023. december 31.). Kolbingen Böttingen, Renquishausen, Bärenthal, Fridingen an der Donau, Mühlheim an der Donau és Mahlstetten községekkel határos.

## Népesség
A település népessége az elmúlt években az alábbi módon változott:
| Lakosok száma | 953  | 1060 | 1148 | 1102 | 1090 | 1169 | 1265 | 1334 | 1227 | 1245 |
|               | 1961 | 1967 | 1974 | 1980 | 1987 | 1993 | 2000 | 2006 | 2013 | 2023 |